# Garmisch-Partenkirchen járás
Garmisch-Partenkirchen járás egy járás Bajorországban. Garmisch-Partenkirchen járás Ostallgäu, Weilheim-Schongau, Bad Tölz-Wolfratshausen, Reutte, Imsti, Innsbrucki, Schwaz, Landkreis Füssen, Schongau, Weilheim és Bad Tölz járásokkal határos. Lakosainak száma 78 782 fő (1987. május 25.). Németországon belül leginkább magas hegyeiről ismert, ugyanis itt húzódik a Bajor-Alpok legmagasabb hegysége, a Wetterstein-hegység És annak legmagasabb csúcsa, a Zugspitze, mely egyben egész Németország legmagasabb hegye 2962,86 méteres tengerszint feletti magasságával.

## Népesség
A járás népessége az elmúlt években az alábbi módon változott:
| Lakosok száma | 9816 | 10 317 | 24 622 | 57 858 | 75 424 | 78 782 | 85 443 | 85 931 | 87 877 | 88 155 |
|               | 1871 | 1885   | 1925   | 1950   | 1970   | 1987   | 2013   | 2014   | 2016   | 2017   |